# Leiknes
Leiknes est une localité du comté de Troms, en Norvège.

## Géographie
Administrativement, Leiknes fait partie de la kommune de Lenvik.